# Mark Asquith
Mark Asquith (Bradford) es un deportista británico que compitió en vela en la clase 49er. Ganó una medalla de bronce en el Campeonato Mundial de 49er de 2002 y una medalla de plata en el Campeonato Europeo de 49er de 2009.

## Palmarés internacional
| \| Campeonato Mundial \| Campeonato Mundial \| Campeonato Mundial \| Campeonato Mundial \| \| Año \| Lugar \| Medalla \| Clase \| \| ------------------ \| ------------------------ \| ------------------ \| ------------------ \| \| 2002 \| Kaneohe (Estados Unidos) \| Medalla de bronce \| 49er \| \| Campeonato Europeo \| \| \| \| \| Año \| Lugar \| Medalla \| Clase \| \| 2009 \| Zadar (Croacia) \| Medalla de plata \| 49er \| |                          |                   |       |
| Campeonato Mundial |                          |                   |       |
| Año | Lugar                    | Medalla           | Clase |
| 2002 | Kaneohe (Estados Unidos) | Medalla de bronce | 49er  |
| Campeonato Europeo |                          |                   |       |
| Año | Lugar                    | Medalla           | Clase |
| 2009 | Zadar (Croacia)          | Medalla de plata  | 49er  |